# Frode Kirkebjerg
Frode Rasmussen Kirkebjerg (né le 10 mai 1888 à Malt, mort le 12 janvier 1975 à Ordrup) est un officier et un cavalier danois de concours complet.

## Carrière

### Militaire
Après l'Examen artium à Herlufsholm en 1906, Kirkebjerg a une carrière militaire. Il est nommé premier lieutenant en 1909, est à l'école d'équitation de 1911 à 1913, continue à l'école des officiers de 1918 à 1920, où il est nommé capitaine. Il poursuit ensuite sa formation dans l'artillerie de campagne française de 1921 à 1922. En 1932, il est nommé lieutenant-colonel et commandant de la 9e division d'artillerie à Aarhus, en 1940 de la 6e division d'artillerie, jusqu'à sa retraite en 1948.
En 1940, Kirkebjerg est nommé secrétaire national de l'Association de l'armée de l'air danoise et continue à diriger l'Association de la défense civile de 1949 jusqu'en 1956.

### Sportive
Kirkebjerg participe d'abord aux Jeux olympiques d'été de 1912 à Stockholm : avec Dibbe-Libbe, il termine l'épreuve d'endurance, mais abandonne lors de la deuxième épreuve du steeple.
Il revient aux Jeux olympiques d'été de 1924 à Paris avec Metoo et remporte la médaille d'argent de l'épreuve individuelle.
Il est membre du conseil d'administration de la Fédération danoise d'équitation de 1921 à 1940 et du Comité olympique danois de 1922 à 1936.

## Famille
Le père est Jørgen R. Kirkebjerg, directeur (décédé en 1929), la mère Karoline Klock (décédée en 1949). Il se marie pour la première fois le 18 février 1920 avec Eleanor Bruun (fille de l'épicier Lars Emil Bruun). Le mariage est dissous en 1926. Le deuxième mariage est avec Else de Linde le 26 mars 1929. Ce mariage est dissous en 1959.
Frode Kirkebjerg est le père de Lars Kirkebjerg, qui participera aux Jeux olympiques d'été de 1956 à Stockholm. Il eut aussi deux filles : Dorrit Kirkebjerg Dawes et Lisbet Kirkebjerg Abrams.